# 長柄神社 (御所市)
長柄神社（ながらじんじゃ）は、奈良県御所市名柄にある神社。式内社で、旧社格は村社。別称を「姫の宮」とも。

## 祭神
祭神は次の1柱。
- 下照姫命 （したてるひめのみこと）

文献では他の祭神説として、事代主命説や高照姫命説が挙げられている。事代主命説は『新撰姓氏録』「大和国神別　地祇 長柄首」条において長柄首（長柄氏）の祖を「天乃八重事代主神」と記すことによるもので、高照姫命説は「長柄比売神社」の俗称のある葛木御歳神社が高照姫命を配祀することによるものである。元々は長柄首が祖神を祀ったが、のちに葛城一言主神社や高鴨神社の姫宮とする伝承が生じ、高照姫命（事代主の妹神）説や下照姫命（味耜高彦根命の妹神）説が生じたとする説もある。

## 歴史
創建は不詳。『古事記』では「葛城長江」の名称が見えるが、「長江（ながえ）」と「長柄（ながえ/ながら）」は同義語であって葛城山の長い尾根を意味するといわれる。また『日本書紀』神武天皇即位前紀己未年2月20日条に見える「臍見長柄丘岬」を当地に比定する説もある（文脈上から天理市長柄町に比定する説もある）。なお神社付近では、銅鐸（名柄銅鐸）・多紐細文鏡の出土や、5世紀中頃の首長居館遺構（名柄遺跡）が知られる。
文献では『日本書紀』天武天皇9年（680年）9月9日条において、天武天皇が「長柄杜（ながらのもり）」において騎射を催したとする記述があり、これは長柄神社の杜を指すと推定される。
延長5年（927年）成立の『延喜式』神名帳では大和国葛上郡に「長柄神社 小 鍬靫」として、式内社に列するとともに朝廷の祈年祭では鍬や靫が奉献された旨が記載されている。
その後の変遷は不詳であるが、本殿の造営・再建について鎌倉時代の正和元年（1312年）まで遡る棟札が現在に伝わっている。また、『春日神社文書』応永25年（1418年）の「吐田庄注進文」では「ナカラノミヤ」の記載があるが、これは当社に比定される。
明治維新後、近代社格制度では村社に列している。

## 境内

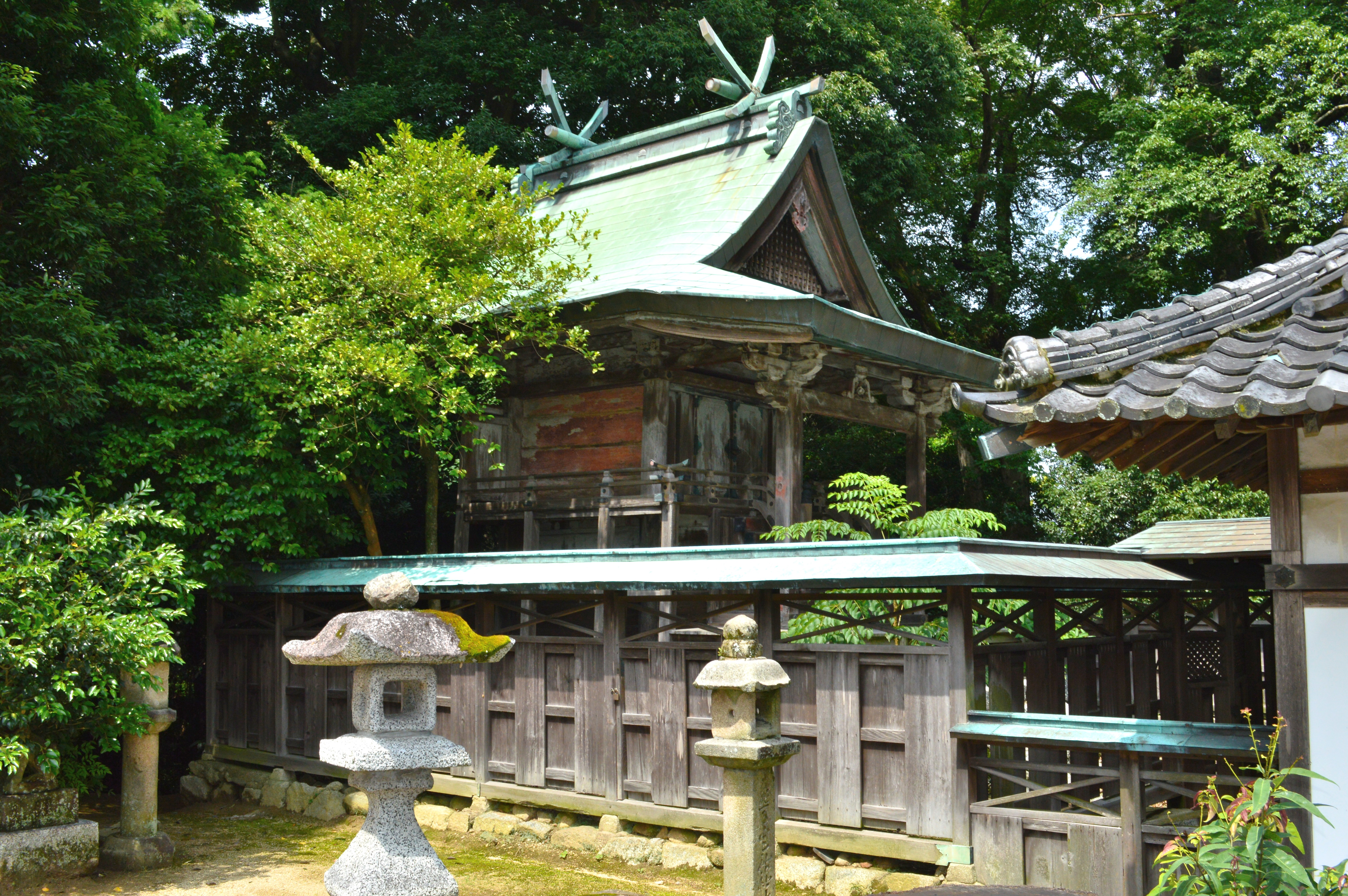
本殿（奈良県指定文化財）

本殿は一間社春日造。表面は丹塗で、屋根はかつて檜皮葺であったが、現在では銅板葺である。細部に禅宗様の様式が見られ、造営年代は不明ながら室町時代中頃まで遡ると推定されている。正和元年（1312年）を最古とする棟札17枚も伝わっており、様式から嘉吉元年（1441年）または長享3年（1489年）の棟札に該当すると推測される。この本殿は奈良県指定文化財に指定されている。

## 文化財

### 奈良県指定文化財
- 有形文化財
  - 本殿（附 棟札17枚）（建造物） - 昭和33年3月20日指定[6]。